# Пенутијски језици
Пенутијски језици су хипотетичка макро-породица језика, која обухвата велики број језичких породица на западу континента Северна Америка. Већином пенутијских језика говори се на територији америчких држава Вашингтон, Орегон и Калифорнија.

## Име
Име пенутијски је сложеница, настала од речи за број 2, која се у винтуанским, мајдуанским и јокатским језицима изговара као пен, а у утијским као ути.

## Аргументи за и против
Не постоји сагласност међу лингвистима о постојању пенутијске макро-породица језика. Спорно је и постојање неких језичких породица у оквиру пенутијске макро-породица језика. Неки од проблема у компаративној анализи језика у оквир макро-породице језика последица су раног изумирања многих језика и чињенице да су многи од њих слабо документовани.
За неке подгрупе пенутијских језика, које су скорије предложене, представљени су уверљиви докази. На пример, Кетрин Калахан је груписала мивочке и костаноанске језике у утијску групу језика. А недавно је представила доказе који подржавају груписање утијских и јокатских језика у јок-утијску групу језика. Изгледа да има довољно уверљивих доказа и за постојање плато-пенутијске породице језика (коју су Хјуит и Пауел првобитно назвали шахапвајлутска породица језика 1894), која укључује кламатскомодочки језик, молалски и сахаптијске језике, сахаптински и нез першки.

## Класификација
- Језичке породице које припадају Пенутијској макро-породици језика:
  - Цимшијански језици
  - Чинучки језици
  - Орегонскоприморски пенутијски језици
  - Калапујски језици
  - Такелмски језик
  - Платопенутијски језици
  - Винтунски језици
  - Мајдуски језици
  - Јок-утијски језици